# Elias Dris
Elias Dris est un chanteur, auteur et compositeur franco-Americain.

## Biographie
Elias Dris s'intéresse à la musique pop et folk dès son plus jeune âge, notamment aux compositions de David Bowie, Bob Dylan, Joan Baez ou encore Neil Young et à la Beat Poetry Américaine. Son premier album, Gold In The Ashes, qu'il enregistre avec Tom Menig (papa de la chanteuse Alela Diane) à Nevada City en Californie, est publié par le label bordelais Vicious Circle le 25 août 2017. Les Inrockuptibles le qualifient de « nouvelle star du folk français ». Il réalise la plupart de ses vidéoclips. Il assure notamment les premières parties d'artistes comme Lou Doillon, Shannon Wright, Selah Sue et Girls In Hawaii ou encore celle du groupe anglais Suede .
Sa rencontre avec la chanteuse Morgane Imbeaud engendre un album de reprises de Simon&Garfunkel Homeward Bound  : Songs Of Simon&Garfunkel publié par Freedonia Entertainement et Virgin Records.
En 2019, Elias Dris propose un second album solo avec Beatnik Or Not To Be dont il a composé l'ensemble des titres.  L'album est enregistré en dix jours seulement. Les ambiances musicales sont amples et portées par un chant mêlant la profondeur à la décontraction juvénile. L'album est publié par le label bordelais Vicious Circle le 1er mars 2019.
Il est régulièrement invité aux festivals littéraires Le Marathon des Mots et Le Goût des Autres, où il participe à la création de lectures concerts aux côtés d'auteurs comme Max Porter ou Eileen Myles.
En 2024, Elias Dris collabore avec Kieron Menzies sur deux singles The Void et Los Angeles. La sortie est accompagnée de deux clips qu'il réalise, sous son label Hungry Poets Records.

## Discographie
- 2017 : Gold In The Ashes (Vicious Circle)

1. Wild Horse – 3:33
2. A Thousand Rivers – 2:35
3. Golden Crown – 3:18
4. Moonshine – 2:01
5. Gold In The Ashes – 2:43
6. Santa Monica – 3:36
7. Deep Blue Ocean – 3:09
8. I Don't Give A Fuck – 4:11
9. Turn Off The Night – 3:05
10. Eros & Thanatos – 3:34
11. Ophelie – 4:00
12. The Last Cigarette – 3:57

- 2019 : The Homeward Bound : Songs Of Simon&Garfunkel (Freedonia / Caroline / Universal Music)

1. Homeward Bound – 2:48
2. The Sound Of Silence – 3:22
3. America – 3:56
4. The 59th Street Bridge Song – 2:06
5. The Boxer – 4:29
6. Mrs Robinson – 4:07
7. At The Zoo – 2:49
8. Scarborough Fair / Canticle – 3:26
9. I Am a Rock – 2:57
10. Bridge Over Troubled Water – 4:46
11. Cecilia – 3:08
12. Baby Driver – 3:46

- 2019 : Beatnik or Not to Be (Vicious Circle)

1. Endless Summer  – 5:16
2. Despite The Scars" – 3:23
3. Love Was Not Enough ✕ – 3:53
4. Holy Tune – 3:59
5. Messy Storm  – 3:53
6. Warm My Chest – 3:24
7. Roads  – 5:25
8. Tempest – 4:16
9. Beatnik or Not to Be – 3:59